# Сен-Приест-ла-Марш
Сен-Прие́ст-ла-Марш (фр. Saint-Priest-la-Marche) — коммуна во Франции, находится в регионе Центр — Долина Луары. Департамент — Шер. Входит в состав кантона Шатомейан. Округ коммуны — Сент-Аман-Монтрон.
Код INSEE коммуны — 18232.

## География
Коммуна расположена приблизительно в 270 км к югу от Парижа, в 165 км южнее Орлеана, в 75 км к югу от Буржа.
По территории коммуны протекает река Эндр.

## Население
Население коммуны на 2008 год составляло 236 человек.
| 1962 | 1968 | 1975 | 1982 | 1990 | 1999 | 2008 |
| ---- | ---- | ---- | ---- | ---- | ---- | ---- |
| 380  | 425  | 345  | 282  | 228  | 243  | 236  |

## Экономика
Основу экономики составляет сельское хозяйство.
В 2007 году среди 156 человек в трудоспособном возрасте (15-64 лет) 93 были экономически активными, 63 — неактивными (показатель активности — 59,6 %, в 1999 году было 59,0 %). Из 93 активных работали 72 человека (43 мужчины и 29 женщин), безработных было 21 (10 мужчин и 11 женщин). Среди 63 неактивных 11 человек были учениками или студентами, 33 — пенсионерами, 19 были неактивными по другим причинам.

## Достопримечательности
- Церковь Сен-Приест (XIX век)
  - Статуя «Мадонна с младенцем» (1639 год). Исторический памятник с 2001 года[3]
- Замок Ла-Курсель с парком и озером
- Водяная мельница